# مايك غيتس
مايك غيتس (بالإنجليزية: Mike Gates)‏ هو لاعب كرة قاعدة أمريكي، ولد في 20 سبتمبر 1956 في كولفر سيتي في الولايات المتحدة.

## وصلات خارجية
- مايك غيتس على موقعبيزبول رفرنس.كوم (الدوري الرئيسي) (الإنجليزية)